# Teodorico II da Borgonha
Teodorico II (em francês:  Thierry) (587 — 613), foi rei da Borgonha (595-613) e rei da Austrásia (612-613). Era o segundo filho de Quildeberto II. Com a morte de seu pai em 595, ele recebeu o reino da Borgonha, com sua capital em Orleães, enquanto seu irmão mais velho, Teodeberto II, recebeu do pai o reino da Austrásia, com sua capital em Metz. Durante sua menoridade, e depois, ele reinou com a ajuda da sua avó Brunilda, expulsa da Austrásia por seu irmão Teodeberto II.